# Космос-114
Космос-114 је један од преко 2400 совјетских вјештачких сателита лансираних у оквиру програма Космос.
Космос-114 је лансиран са космодрома Плесецк, СССР, 6. априла 1966. Ракета-носач Р-7 Семјорка (рус. Семёрка) (8К71, НАТО ознака SS-6 Sapwood) са додатим степеном је поставила сателит у орбиту око планете Земље. Маса сателита при лансирању је износила 4730 килограма. Космос-114 је био осматрачки сателит.